# Pierluigi Casiraghi
Pierluigi Casiraghi (Monza, 4 de março de 1969) é um ex-futebolista e treinador de futebol italiano que atuava de atacante. Atualmente, está aposentado.
Foi vice-campeão mundial pela Seleção Italiana em 1994.

## Carreira
Iniciou a carreira em 1985, no Monza, onde atuou em 94 jogos e marcou 28 gols em 4 temporadas pelo clube. Chamou a atenção de Juventus e Milan, porém foi a Vecchia Signora quem venceu a disputa pelo jovem atacante. Na Juventus, brigou por posição com Aleksandr Zavarov, Rui Barros e Salvatore Schillaci, tornando-se fundamental para as conquistas da Copa da Itália e da Copa da UEFA (atual Liga Europa), apesar de ser mais utilizado já na parte final da temporada 1989-90. Até 1993, quando saiu da Juve para jogar na Lazio, Casiraghi disputou 125 jogos e marcou 27 gols.
Na equipe biancoazzurra de Roma, o atacante viveu sua melhor fase: formando uma dupla de ataque com Giuseppe Signori, Pigi venceu 3 títulos (1 Copa da UEFA, 1 Supercopa e 1 Copa da Itália). Em 4 temporadas pela Lazio, foram 56 gols em 188 partidas disputadas até 1998, quando foi contratado pelo Chelsea, em sua primeira experiência fora de seu país. Nos Blues, formou um quarteto italiano com Gianluca Vialli (jogador e técnico da equipe), Gianfranco Zola e Roberto Di Matteo. Em 2 anos de clube, foram apenas 10 jogos e 1 gol marcado.

### Aposentadoria precoce
Em novembro de 1998, no jogo contra o West Ham, Casiraghi dividiu com o goleiro trinitário Shaka Hislop e fraturou o joelho esquerdo. Submetido a mais de 10 cirurgias para reconstruir os ligamentos e tendo passado 20 meses em recuperação, o jogador não voltaria a atuar profissionalmente até que, em agosto de 2000, foi obrigado a encerrar sua carreira com apenas 31 anos de idade.

## Seleção Italiana
Debutou na Azzurra em Fevereiro de 1991, contra a Bélgica. Participou de 44 partidas, marcando 13 gols.
Apesar do gol que classificou a Itália para a Copa de 1998, num jogo contra a Rússia, Casiraghi não foi convocado pelo técnico Cesare Maldini, encerrando sua carreira internacional logo em seguida.

## Treinador
Comandou a Seleção Italiana de Futebol, nas Olimpíadas de 2008. Passou ainda por Monza, Legnano, Cagliari, Al-Arabi e Birmingham City, sendo que nestes últimos, trabalhou como auxiliar-técnico de Gianfranco Zola, com quem jogara no Chelsea e na Seleção Italiana.

## Títulos

### Clube
Juventus
- UEFA Cup: 1989–90, 1992–93
- Coppa Italia: 1989–90

Lazio
- Coppa Italia: 1997–98

Chelsea
- FA Cup: 1999–2000
- UEFA Super Cup: 1998

Monza
- Coppa Italia Serie C: 1987–88

### Internacional
Seleção Italiana
- Copa do Mundo de 1994: (Vice)